# The Tigra Songs
The Tigra Songs är det svenska emobandet Leiahs debutalbum, utgivet 2000 på belgiska Genet Records. Skivan utgavs både på CD och LP.

## Låtlista
1. "Red Star Pilot"
2. "Preset Station"
3. "Fleur D' Interdit"
4. "Ten"
5. "She Hates Airplanes"
6. "Leningrad 1943"
7. "Lip Colour Revolution"
8. "Heroin(e)"
9. "Super Tele"
10. "P"
11. "Lajka End the Novembersnow"
12. "Ballerina"

### Fotnoter
1. ↑  ”The Tigra Songs”. Discogs.com. http://www.discogs.com/Leiah-The-Tigra-Songs/release/2669593. Läst 3 april 2012.